# 吕克罗特
吕克罗特是德国莱茵兰-普法尔茨州的一个市镇。总面积3.47平方公里，总人口531人，其中男性256人，女性275人（2011年12月31日），人口密度153人/平方公里。